# Киев-35
Ки́ев-35 — шкальный компактный автоматический складной фотоаппарат, выпускавшийся на киевском заводе «Арсенал».
Образцом при конструировании являлся немецкий фотоаппарат «Minox-35».
- Minox-35
- Киев-35А

Выпускался с 1985 по 1991 год в двух модификациях — «Киев-35А» и «Киев-35АМ».
«Киев-35АМ» (выпускался только в 1991 году) имел корпус со съёмной задней стенкой и другую электронную схему.
Выпускались в малом количестве. Цена «Киева-35» во второй половине 1980-х годов составляла 85 рублей.

## Технические характеристики
- Корпус фотоаппарата пластмассовый с откидной передней панелью и автоматически выдвигающимся объективом. Аппарат в футляре не нуждается.
  - «Киев-35М» — задняя стенка откидывающаяся.
  - «Киев-35АМ» — задняя стенка съёмная.
- Тип применяемого фотоматериала — плёнка типа 135 в стандартных кассетах. Автоматический самосбрасывающийся счётчик кадров.
- Размер кадра 24×36 мм.
- Курковый взвод затвора и перемотки плёнки. Обратная перемотка типа рулетка.
- Фотографический затвор центральный с электронным управлением. Диапазон выдержек от 2 до 1/500 с и «В».
- Синхроконтакт «Х» и центральный синхроконтакт. Выдержка синхронизации 1/60 с.
- Объектив несъёмный пятилинзовый «МС Корсар-5» 2,8/35 с многослойным просветлением. Могло встречаться другое наименование объектива — «МС Минитар-5» 2.8/35.
- Значения диафрагм от 2,8 до 16. Угол поля зрения объектива — 62°. Разрешающая сила объектива — 50 лин/мм в центре кадра, 20 лин/мм по краям.
- Видоискатель оптический параллаксный с подсвеченными кадроограничительными рамками.
- Фокусировка по шкале расстояний от 1 метра до «бесконечности».
- Штативное гнездо с резьбой 1/4 дюйма.
- Электронный автоспуск с светодиодной индикацией — только «Киев-35АМ».

## Экспонометрическая автоматика
Фотоаппараты «Киев-35» — автоматы с приоритетом диафрагмы. При установленном значении светочувствительности фотоплёнки и значений диафрагмы электронноуправляемый фотографический затвор бесступенчато отрабатывает выдержку от 2 до 1/500 сек.
- Источник питания экспонометра — батарея из четырёх элементов СЦ-32 (современный аналог LR43 или AG12).
- Фотоприёмник — CdS—фоторезистор расположен передней панели корпуса аппарата.
- Диапазон светочувствительности фотоплёнки от 25 до 800 ед. ГОСТ. На аппаратах ранних выпусков был обозначен «старый» ряд значений светочувствительности.
- Измеряемый диапазон яркостей от 6,4 до 6400 кд/м2.
- В поле зрения видоискателя видна стрелочная индикация об отрабатываемой выдержке.
  - Светодиодная индикация о работе экспонометрического устройства в поле зрения видоискателя (избыточная освещённость и выдержка более 1/30 сек) — только «Киев-35АМ».

## Галерея
- Верхняя панель
- Фотоаппарат и сумка для переноски
- Нижняя панель с диском установки светочувствительности и замком задней стенки
- Задняя стенка открыта